# Liste des drapeaux des départements et territoires bretons
Cet article est une liste des drapeaux des départements et territoires bretons.
Au-delà du drapeau symbolisant la Bretagne tout entière, la Bretagne dispose de nombreux drapeaux représentant généralement des entités administratives, des découpages territoriaux anciens ou des corporations de forte notoriété, religieuses, culturelles ou artistiques. Certains drapeaux ont plusieurs siècles d'existence, alors qu'une forte demande à la fin du XXe siècle a entraîné la création de nombreux drapeaux.

## Drapeaux de la région

Drapeau de la Bretagne[1]
Drapeau de la région administratif de Bretagne[2].

## Liste des drapeaux des départements et territoires bretons

### Départements
Les départements bretons ne sont pas dotés de drapeaux, hormis le conseil départemental des Côtes-d'Armor qui utilise un dérivé de son logotype : un goëland stylisé blanc qui évoque le tracé côtier du département et sépare une partie haute bleue (représentant la Manche) et une partie basse verte (représentant le continent). Un ancien drapeau non officiel de ce département est également connu. Il est basé sur la composition héraldique de Robert Louis augmentée d'une bordure jaune.

### Pays bretons

Drapeau  de Cornouaille
Drapeau du Léon
Drapeau du Trégor[4]
Drapeau du Vannetais
Drapeau du pays de Dol
Drapeau du pays de Saint-Malo
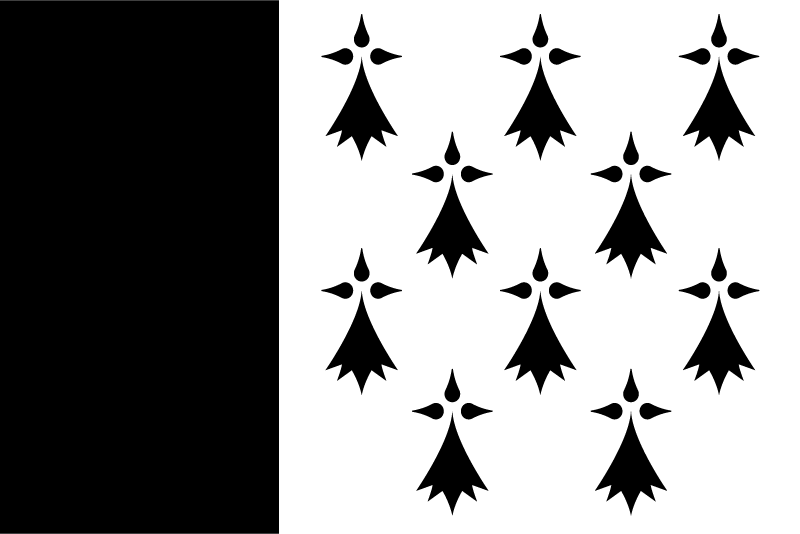
Drapeau du pays rennais
Drapeau du pays nantais
Drapeau  du Pays de Saint-Brieuc

### Principales villes

Drapeau de Rennes.
Drapeau de Saint-Malo.
Drapeau de Vannes.
Drapeau de Nantes.
Drapeau de la ville de Bégard.
Drapeau de la ville de Belle-Île-en-Mer.
Drapeau de l'ancienne ville de Binic.
Drapeau de la ville de Bréhand.
Drapeau actuel de la ville de Brest.
Drapeau de la ville de Châteaugiron.
Drapeau de Dol-de-Bretagne
Drapeau de la ville de Châteauneuf-du-Faou.
Drapeau de la ville de Combourg.
Drapeau de la ville de Concarneau.
Drapeau de la ville de Dinan.
Drapeau de la ville de Dinard.
Drapeau de la ville de Donges.
Drapeau de la ville d'Étables-sur-Mer.